# マックス・ペルーツ
マックス・ペルーツ（Max Ferdinand Perutz, OM CH CBE FRS, 1914年5月19日 - 2002年2月6日）は、オーストリア生まれのイギリスの化学者である。1962年、ジョン・ケンドルーとタンパク質の構造解析の功績によりノーベル化学賞を受賞した。

## 生涯
オーストリア・ウィーンに生まれた。1936年にキャヴェンディッシュ研究所のバーナルの結晶学のグループに加わった。
第二次世界大戦中はパイクリートという 特殊な氷を使って氷山空母を造ろうとするハバクック計画に参加した。
1953年にケンドルーと重原子同型置換法を開発しヘモグロビンなどタンパク質の立体構造を解明した。その功績により1962年ノーベル化学賞を受賞した。1962年に医学研究協議会（Medical Research Council）の MRC分子生物学研究所をケンブリッジに設立し、1979年まで議長を務めた。1954年に王立協会フェローに選出された。

## 受賞歴
- 1962年 ノーベル化学賞
- 1967年 ヴィルヘルム・エクスナー・メダル
- 1968年 クルーニアン・メダル
- 1971年 ロイヤル・メダル
- 1979年 コプリ・メダル
- 1993年 オットー・ワールブルク・メダル